# Persone di nome Lars
| Questa pagina contiene informazioni ricavate automaticamente dalle voci biografiche con l'ausilio del template Bio e di un bot. L'aggiornamento è periodico e automatico e ricostruisce completamente la pagina. Se manca una persona in questa lista, sei pregato di non aggiungerla, ma accertati piuttosto che la sua voce biografica contenga il template Bio e che i dati anagrafici siano correttamente compilati. Se il template Bio manca, inseriscilo tu stesso o, in alternativa, metti l'avviso {{tmp\|Bio}} che ne segnala la mancanza. Se i dati riportati sono sbagliati, correggi direttamente la voce biografica; le modifiche saranno visibili in questa lista entro pochi giorni. Per chiarimenti vedi il progetto antroponimi. La lista contiene solo le 249 persone che sono citate nell'enciclopedia e per le quali è stato implementato correttamente il template Bio. Pagina aggiornata al 16 ott 2024. |

Questa è una lista di persone presenti nell'enciclopedia che hanno il prenome Lars, suddivise per attività principale.

## Allenatori di calcio(11)
- Lars Bakkerud, allenatore di calcio e ex calciatore norvegese (Larvik, n. 1971)
- Lars Bender, allenatore di calcio e calciatore tedesco (Rosenheim, n. 1989)
- Jesper Blomqvist, allenatore di calcio, ex calciatore e cuoco svedese (Umeå, n. 1974)
- Lars Bohinen, allenatore di calcio, dirigente sportivo e ex calciatore norvegese (Vadsø, n. 1969)
- Lars Jacobsen, allenatore di calcio e ex calciatore danese (Odense, n. 1979)
- Lars Lagerbäck, allenatore di calcio e ex calciatore svedese (Katrineholm, n. 1948)
- Lars Arne Nilsen, allenatore di calcio e ex calciatore norvegese (Sotra, n. 1964)
- Lars Olsen, allenatore di calcio, ex calciatore e ex giocatore di calcio a 5 danese (Glostrup, n. 1961)
- Lars Søndergaard, allenatore di calcio e ex calciatore danese (Aalborg, n. 1969)
- Alexander Tengryd, allenatore di calcio svedese (Höllviken, n. 1986)
- Patrick Winqvist, allenatore di calcio svedese (Malmö, n. 1976)

## Allenatori di hockey su ghiaccio(1)
- Pontus Morén, allenatore di hockey su ghiaccio e ex hockeista su ghiaccio svedese (Umeå, n. 1984)

## Allenatori di pallacanestro(1)
- Håkan Larsson, allenatore di pallacanestro e ex cestista svedese (Gällivare, n. 1974)

## Arbitri di calcio(1)
- Andreas Ekberg, arbitro di calcio svedese (Malmö, n. 1985)

## Architetti(1)
- Lars Sonck, architetto finlandese (Kälviä, n. 1870 - Helsinki, † 1956)

## Armatori(1)
- Lars Christensen, armatore e filantropo norvegese (Vestfold, n. 1884 - New York, † 1964)

## Astisti(1)
- Lars Börgeling, ex astista tedesco (n. 1979)

## Attori(12)
- Lars Bloch, attore e compositore danese (Hellerup, n. 1938 - Roma, † 2022)
- Lars Eidinger, attore tedesco (Berlino, n. 1976)
- Lars Ekborg, attore e cantante svedese (Uppsala, n. 1926 - Ängelholm, † 1969)
- Malte Gårdinger, attore svedese (n. 2000)
- Lars Hanson, attore svedese (Göteborg, n. 1886 - Stoccolma, † 1965)
- Ingvar Hirdwall, attore svedese (Stoccolma, n. 1934 - Stoccolma, † 2023)
- Lars Mikkelsen, attore danese (Gladsaxe, n. 1964)
- Lars Pape, attore e regista tedesco (Düsseldorf, n. 1971)
- Lars Passgård, attore svedese (Borås, n. 1941 - Malmö, † 2003)
- Lars Rudolph, attore tedesco (Wittmund, n. 1966)
- Edvin Ryding, attore svedese (Stoccolma, n. 2003)
- Lars Simonsen, attore danese (Odense, n. 1963)

## Bassisti(1)
- Lars Lehmann, bassista e giornalista tedesco (Bad Harzburg, n. 1972)

## Batteristi(2)
- Lars Szöke, batterista svedese
- Lars Ulrich, batterista danese (Gentofte, n. 1963)

## Biatleti(4)
- Lars Berger, ex biatleta e fondista norvegese (Levanger, n. 1979)
- Lars Helge Birkeland, ex biatleta norvegese (n. 1988)
- Roger Westling, biatleta svedese (Falun, n. 1961)
- Lars Wiklund, ex biatleta svedese

## Bobbisti(1)
- Lars Behrendt, bobbista tedesco (n. 1973)

## Canoisti(2)
- Lars Glassér, canoista svedese (n. 1925 - † 1999)
- Lars Kober, canoista tedesco (Berlino, n. 1976)

## Cantanti(6)
- Mikael Åkerfeldt, cantante e chitarrista svedese (Stoccolma, n. 1974)
- Lars Fredriksen, cantante norvegese (Skien, n. 1971)
- Magnus Carlsson, cantante svedese (Fristad, n. 1974)
- Lars Demian, cantante svedese (Halmstad, n. 1957)
- Lasse Mårtenson, cantante finlandese (Helsinki, n. 1934 - † 2016)
- Lars Nedland, cantante, batterista e tastierista norvegese (Kristiansand, n. 1976)

## Cantautori(2)
- Lasse Berghagen, cantautore svedese (Enskede, n. 1945 - Stoccolma, † 2023)
- Lars Winnerbäck, cantautore e musicista svedese (Stoccolma, n. 1975)

## Cavalieri(2)
- Petrus Kastenman, cavaliere svedese (n. 1924 - Stenstorp, † 2013)
- Lars Nieberg, cavaliere tedesco (Wittingen, n. 1963)

## Cestisti(5)
- Lars Hansen, ex cestista danese (Copenaghen, n. 1954)
- Lars Helgöstam, ex cestista svedese (n. 1934)
- Lars Karell, ex cestista finlandese (Helsinki, n. 1947)
- Lars Lagerpusch, cestista tedesco (Braunschweig, n. 1998)
- Lars Thiemann, cestista tedesco (Krefeld, n. 2000)

## Chimici(2)
- Lars Fredrik Nilson, chimico svedese (Skönberga, n. 1840 - Stoccolma, † 1899)
- Lars Onsager, chimico e fisico norvegese (Kristiania, n. 1903 - Coral Gables, † 1976)

## Chitarristi(1)
- Lars Frederiksen, chitarrista e cantante statunitense (Campbell, n. 1971)

## Ciclisti su strada(4)
- Michael Andersson, ex ciclista su strada e pistard svedese (Höganäs, n. 1967)
- Lars van den Berg, ciclista su strada olandese (Utrecht, n. 1998)
- Lars Boven, ciclista su strada e ciclocrossista olandese (Reutum, n. 2001)
- Lars Petter Nordhaug, ex ciclista su strada e mountain biker norvegese (Lillehammer, n. 1984)

## Ciclocrossisti(1)
- Lars van der Haar, ciclocrossista e ciclista su strada olandese (Amersfoort, n. 1991)

## Clavicembalisti(1)
- Lars Ulrik Mortensen, clavicembalista e direttore d'orchestra danese (n. 1955)

## Combinatisti nordici(1)
- Lars Andreas Østvik, ex combinatista nordico norvegese (Rana, n. 1977)

## Contrabbassisti(1)
- Lars Danielsson, contrabbassista, violoncellista e compositore svedese (Smålandsstenar, n. 1958)

## Crittografi(1)
- Lars Knudsen, crittografo e crittanalista danese (n. 1962)

## Dirigenti sportivi(7)
- Lars Bak, dirigente sportivo e ex ciclista su strada danese (Silkeborg, n. 1980)
- Lars Boom, dirigente sportivo, ex ciclista su strada e ciclocrossista olandese (Vlijmen, n. 1985)
- Lars Michaelsen, dirigente sportivo e ex ciclista su strada danese (Copenaghen, n. 1969)
- Lars Moldestad, dirigente sportivo e ex calciatore norvegese (n. 1965)
- Lars Müller, dirigente sportivo, allenatore di calcio e ex calciatore tedesco (Werne, n. 1976)
- Lars Ricken, dirigente sportivo e ex calciatore tedesco (Dortmund, n. 1976)
- Lars Windfeld, dirigente sportivo e ex calciatore danese (Ribe, n. 1962)

## Discoboli(1)
- Lars Riedel, ex discobolo tedesco (Zwickau, n. 1967)

## Disegnatori(1)
- Lars Vilks, disegnatore e scultore svedese (Helsingborg, n. 1946 - Markaryd, † 2021)

## Economisti(1)
- Lars Peter Hansen, economista statunitense (Champaign, n. 1952)

## Fondisti(5)
- Anders Bergström, ex fondista svedese (Ljusdal, n. 1968)
- Lars Carlsson, ex fondista svedese (n. 1973)
- Lars Erik Eriksen, ex fondista norvegese (n. 1954)
- Lars Håland, ex fondista svedese (Stoccolma, n. 1962)
- Lars Nelson, ex fondista svedese (Funäsdalen, n. 1985)

## Fotografi(1)
- Lars Tunbjörk, fotografo svedese (Borås, n. 1956 - Stoccolma, † 2015)

## Giavellottisti(1)
- Patrik Bodén, ex giavellottista svedese (Värmland, n. 1967)

## Ginnasti(1)
- Daniel Norling, ginnasta e cavaliere svedese (Stoccolma, n. 1888 - Malmö, † 1958)

## Giocatori di calcio a 5(3)
- Lars Magnus Klaussen, giocatore di calcio a 5 e calciatore norvegese (n. 1990)
- Lars Røttingsnes, giocatore di calcio a 5 e calciatore norvegese (n. 1993)
- Lars Ulvik Martinsen, giocatore di calcio a 5 e calciatore norvegese (Lampeland, n. 1988)

## Giocatori di curling(2)
- Henrik Leek, giocatore di curling svedese (Härnösand, n. 1990)
- Lars Vågberg, giocatore di curling norvegese (Sollefteå, n. 1967)

## Giocatori di football americano(1)
- Lars Kozlowski, giocatore di football americano tedesco

## Giornalisti(1)
- Lars Adaktusson, giornalista e politico svedese (Jönköping, n. 1955)

## Hockeisti su ghiaccio(5)
- Nicklas Bäckström, hockeista su ghiaccio svedese (Gävle, n. 1987)
- Lars Eller, hockeista su ghiaccio danese (Rødovre, n. 1989)
- Lars Haugen, hockeista su ghiaccio norvegese (Oslo, n. 1987)
- William Karlsson, hockeista su ghiaccio svedese (Märsta, n. 1993)
- Lars Volden, hockeista su ghiaccio norvegese (Oslo, n. 1992)

## Ingegneri(1)
- Lars Monrad-Krohn, ingegnere e imprenditore norvegese (n. 1933)

## Inventori(1)
- Lars Magnus Ericsson, inventore e imprenditore svedese (Värmskog, n. 1846 - Hågelby gård, † 1926)

## Matematici(2)
- Lars Ahlfors, matematico finlandese (Helsinki, n. 1907 - Pittsfield, † 1996)
- Lars Hörmander, matematico svedese (Mjällby, n. 1931 - Lund, † 2012)

## Medici(1)
- Lars Leksell, medico svedese (Fassberg Parish, n. 1907 - svizzera, † 1986)

## Micologi(1)
- Lars Romell, micologo svedese (Kumla, n. 1854 - Engelbrekt, † 1927)

## Modelli(1)
- Lars Burmeister, modello tedesco (Amburgo, n. 1984)

## Multiplisti(1)
- Torbjörn Lassenius, ex multiplista finlandese (Helsinki, n. 1931)

## Musicisti(1)
- Leari, musicista svedese (Huddinge, n. 1977)

## Nuotatori(5)
- Lars Bottelier, nuotatore olandese (n. 1997)
- Lars Conrad, ex nuotatore tedesco (Berlino Ovest, n. 1976)
- Lars Frölander, ex nuotatore svedese (Boden, n. 1974)
- Lars Hinneburg, ex nuotatore tedesco (Rostock, n. 1965)
- Lars Sørensen, ex nuotatore danese (Holstebro, n. 1968)

## Orientisti(1)
- Lars Lönnkvist, orientista svedese (n. 1957)

## Ornitologi(1)
- Lars Svensson, ornitologo svedese (n. 1941)

## Pallamanisti(3)
- Martin Frändesjö, ex pallamanista e allenatore di pallamano svedese (Göteborg, n. 1971)
- Lars Nordberg, pallamanista e ex calciatore norvegese (Elverum, n. 1982)
- Tomas Sivertsson, ex pallamanista svedese (Halmstad, n. 1965)

## Pallavolisti(1)
- Lars Lorsheijd, pallavolista olandese (Leidschendam, n. 1985)

## Pastori protestanti(1)
- Lars Levi Læstadius, pastore protestante, scrittore e botanico svedese (Jäckvik, n. 1800 - Pajala, † 1861)

## Pentatleti(1)
- Lars Hall, pentatleta svedese (Karlskrona, n. 1927 - Täby, † 1991)

## Pesisti(1)
- Lars Arvid Nilsen, ex pesista norvegese (Notodden, n. 1965)

## Pianisti(1)
- Lars Vogt, pianista tedesco (Düren, n. 1970 - Erlangen, † 2022)

## Pittori(3)
- Lars Hertervig, pittore norvegese (Tysvær, n. 1830 - Stavanger, † 1902)
- Lars Jonsson, pittore svedese (Stoccolma, n. 1952)
- Lars Swane, pittore e incisore danese (Frederiksberg, n. 1913 - † 2002)

## Poeti(2)
- Lars Forssell, poeta, librettista e giornalista svedese (Stoccolma, n. 1928 - Stoccolma, † 2007)
- Lars Norén, poeta, romanziere e drammaturgo svedese (Stoccolma, n. 1944 - Stoccolma, † 2021)

## Politici(9)
- Christian Engström, politico svedese (Stoccolma, n. 1960)
- Lars Guggisberg, politico svizzero (Berna, n. 1977)
- Lauri Ingman, politico, teologo e arcivescovo luterano finlandese (Teuva, n. 1868 - Turku, † 1934)
- Lars Emil Johansen, politico groenlandese (Illorsuit, n. 1946)
- Lars Klingbeil, politico tedesco (Soltau, n. 1978)
- Lars Korvald, politico norvegese (Mjøndalen, n. 1916 - Mjøndalen, † 2006)
- Lars Leijonborg, politico svedese (Täby, n. 1949)
- Lars Løkke Rasmussen, politico danese (Vejle, n. 1964)
- Lars von Engeström, politico e diplomatico svedese (Stoccolma, n. 1751 - Tarnowo Podgórne, † 1826)

## Pugili(1)
- Lars Myrberg, ex pugile svedese (Stoccolma, n. 1964)

## Rapper(2)
- Snelle, rapper olandese (Gorssel, n. 1995)
- Lars Vaular, rapper norvegese (Bergen, n. 1984)

## Registi(5)
- Johan Bergenstråhle, regista e sceneggiatore svedese (Stoccolma, n. 1935 - Stoccolma, † 1995)
- Lars Lennart Forsberg, regista e sceneggiatore svedese (Stoccolma, n. 1933 - Ystad, † 2012)
- Lars Kraume, regista e sceneggiatore tedesco (Chieti, n. 1973)
- Lars Montag, regista tedesco (Bünde, n. 1971)
- Lars von Trier, regista e sceneggiatore danese (Kongens Lyngby, n. 1956)

## Religiosi(1)
- Lars Stigzelius, religioso svedese (Stigsjö, n. 1598 - Uppsala, † 1676)

## Saltatori con gli sci(2)
- Lars Bystøl, ex saltatore con gli sci norvegese (Voss, n. 1978)
- Lars Grini, ex saltatore con gli sci norvegese (Gran, n. 1944)

## Sassofonisti(1)
- Lars Gullin, sassofonista, compositore e pianista svedese (Visby, n. 1928 - Vissefjärda, † 1976)

## Schermidori(3)
- Orvar Lindwall, ex schermidore svedese (Lund, n. 1941)
- Göran Malkar, ex schermidore svedese (Skellefteå, n. 1954)
- Lars Schache, schermidore tedesco (n. 1976)

## Sciatori alpini(9)
- Lasse Hamre, ex sciatore alpino norvegese (Trondheim, n. 1944)
- Martin Hansson, ex sciatore alpino svedese (Hedemora, n. 1975)
- Lars Kuonen, sciatore alpino svizzero (n. 1995)
- Markus Larsson, ex sciatore alpino svedese (Kil, n. 1979)
- Lars Lewén, ex sciatore alpino e sciatore freestyle svedese (Stoccolma, n. 1975)
- Lars Elton Myhre, ex sciatore alpino norvegese (Gjøvik, n. 1984)
- Lars Nilsson, ex sciatore alpino svedese
- Lars Olsson, ex sciatore alpino svedese (Borlänge, n. 1944)
- Lars Rösti, sciatore alpino svizzero (n. 1998)

## Sciatori nordici(1)
- Mattias Nilsson, ex sciatore nordico svedese (Östersund, n. 1982)

## Scrittori(7)
- Lars Ahlin, scrittore svedese (Sundsvall, n. 1915 - Stoccolma, † 1997)
- Lars Saabye Christensen, scrittore e poeta norvegese (Oslo, n. 1953)
- Lars Gustafsson, scrittore svedese (Västerås, n. 1936 - † 2016)
- Lars Gyllensten, scrittore svedese (Stoccolma, n. 1921 - Stoccolma, † 2006)
- Lars Huldén, scrittore, traduttore e linguista finlandese (Jakobstad, n. 1926 - Helsinki, † 2016)
- Lars Mytting, scrittore e giornalista norvegese (Fåvang, n. 1968)
- Lars Rambe, scrittore e avvocato svedese (Täby, n. 1968)

## Siepisti(1)
- Lars Larsson, siepista svedese (Lidingö, n. 1911 - † 1993)

## Sovrani(2)
- Lars Porsenna, re etrusco (Chiusi)
- Lars Tolumnio, re etrusco (Fidene, † 437 a.C.)

## Tennisti(4)
- Lars Burgsmüller, ex tennista tedesco (Mülheim an der Ruhr, n. 1975)
- Lars Jönsson, ex tennista svedese (Göteborg, n. 1970)
- Lars Koslowski, ex tennista tedesco (Kassel, n. 1971)
- Lars Rehmann, ex tennista tedesco (Leverkusen, n. 1975)

## Teologi(1)
- Lars Anton Anjou, teologo svedese (Frösthult, n. 1803 - Visby, † 1884)

## Tiratori a segno(2)
- Lars Ivarsson, tiratore a segno svedese (Vretstorp, n. 1939)
- Lars Jørgen Madsen, tiratore a segno danese (Vordingborg, n. 1871 - Randers, † 1925)

## Tuffatori(1)
- Lars Rüdiger, tuffatore tedesco (Berlino, n. 1996)

## Velisti(2)
- Lars Grael, ex velista brasiliano (San Paolo, n. 1964)
- Lars Thörn, velista svedese (Eskilstuna, n. 1904 - † 1990)

## Senza attività specificata(1)
- Lars Petrus,  svedese (n. 1960)